# Tooting (cráter)

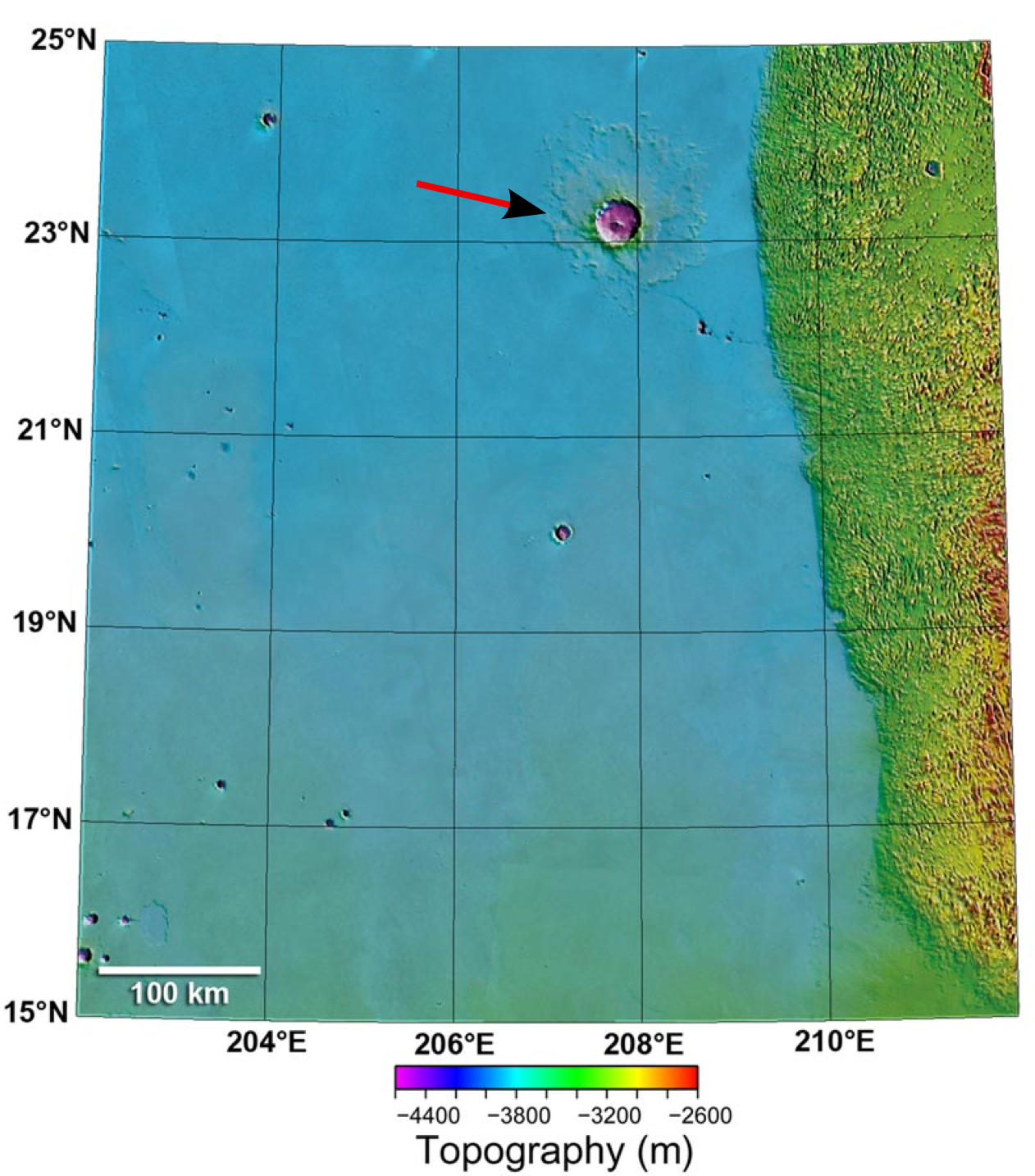
Topografía del cráter basada en MOLA

Tooting es un cráter de impacto con características volcánicas a (23,1 °Norte, 207,1 °Este), en la zona conocida como Amazonis Planitia, al oeste del volcán Olympus Mons, en Marte . Fue identificado por el geólogo planetario Peter Mouginis-Mark en septiembre de 2004. Los científicos estiman que la edad es del orden de cientos de miles de años, lo que es relativamente joven para un cráter marciano. Un estudio posterior confirma esta estimación de magnitud. Un artículo preliminar que describe la geología y geometría de Tooting fue publicado en 2007 por la revista Meteoritics and Planetary Science, vol. 42, páginas 1615–1625. Se han publicado más artículos más recientemente, incluido un análisis de 2010 de los flujos en las paredes del cráter Tooting por A. R. Morris y col. ( Icarus vol. 209, p. 369–389), y un artículo de revisión de 2012 de PJ Mouginis-Mark y JM Boyce en Chemie der Erde Geochemistry, vol. 72, pág. 1-23. También se envió un mapa geológico en 2012 al Servicio Geológico de EE. UU. Para su consideración y publicación futura.

## Toponimia
Tooting lleva el nombre del suburbio londinense del mismo nombre . Esto de acuerdo con las reglas de la Unión Astronómica Internacional para la nomenclatura planetaria, que especifican que los cráteres que en Marte que tienen menos de 60 kilómetros de diámetro deben llevar el nombre de "pueblos del mundo con una población de menos de 100.000 habitantes". El descubridor le puso el nombre de su ciudad natal porque "pensó que su madre y su hermano se divertirían al tener su ciudad natal emparejada con una forma terrestre en Marte". Esto causó revuelo en la prensa británica, y muchos medios de comunicación conocidos informaron sobre el tema.

## Geología
La juventud del cráter se infirió de la falta de cráteres superpuestos, el derretimiento de impacto conservado en el cráter y que el pico central del cráter no ha sido enterrado por sedimentos .
Una investigación publicada en la revista Icarus ha encontrado pozos en el cráter Tooting que son causados por eyecciones calientes que caen sobre un suelo que contiene hielo. Los pozos están formados por vapor formador de calor que sale de grupos de pozos simultáneamente, alejándose de la eyección del pozo.

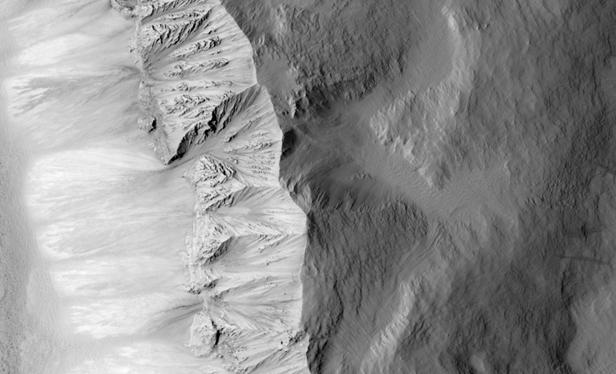
Muro del cráter Tooting, visto por HiRISE.

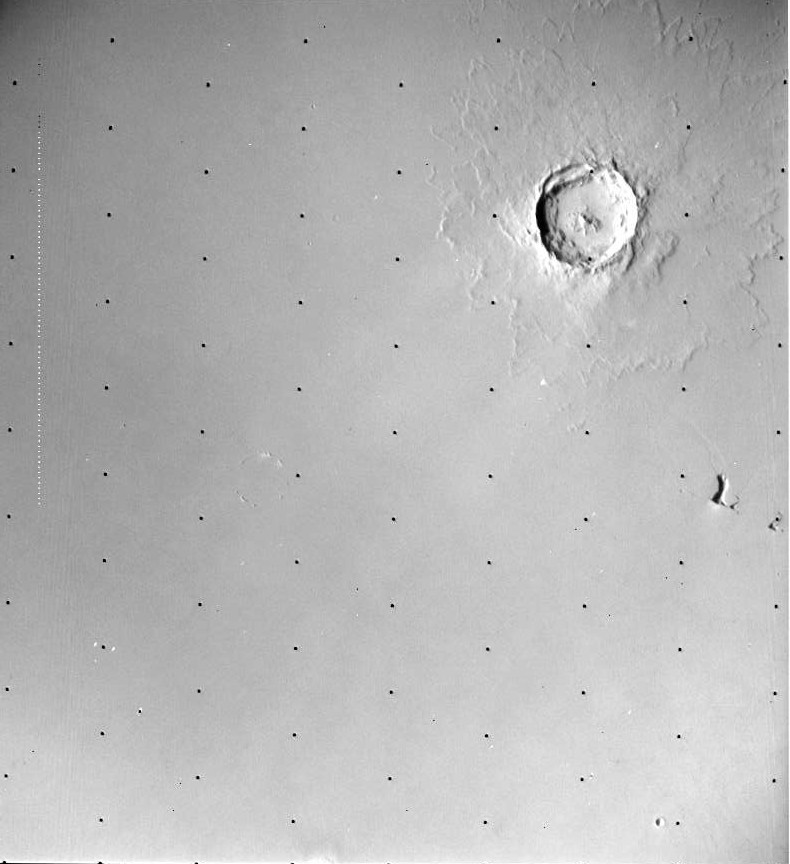
Orbitador vikingo 1 imagen de Tooting